# Ardašir II.
Ardašir II. (srednjeperzijsko 𐭠𐭥𐭲𐭧𐭱𐭲𐭥, novoperzijsko  اردشیر نیکوکار, Ardašir) je bil enajsti kralj (šah) iranskega Sasanidskega cesarstva, ki je vladal med letoma 379 in 383, * 309/310, † 383.
Bil je brat svojega predhodnika Šapurja II. (vladal 309–379), pod katerim je bil vazalni kralj Adiabene, kjer se je skupaj  z bratom  vojskoval z Rimljani.  Za iranskega kralja ga je imenoval Šapur II. Vladal naj bi samo do polnoletnosti  Šapurjevega sina Šapurja III.  Vladavina Ardaširja II. je potekala brez večjih zapletov, ker so Sasanidi v tem času poskušali  ublažiti nestabilnost v Armeniji.
Zdi se, da je bil Ardašir II. odločen vladar. V nekaterih virih ima vzdevek nihoukar – dobrotnik.

## Ime
Ardašir je srednjeperzijska oblika staroperzijskega imena Ṛtaxšira, ki se izgovarja tudi Artaxšaçā, in pomeni  "katerega vladanje je skozi resnico". Latinska različica imena je Artakserks. Artakserksi so bili trije kralji Ahemenidskega cesarstva. 

## Ozadje
Ardašir je bil sin šaha Hormizda II. (vladal 302–309), ki ga je med lovom ubilo iransko plemstvo. Nasledil ga je Adur Narseh, ki so ga po samo nekaj mesecih vladanja ubili iranski plemiči. Enega od njegovih bratov so oslepili, drugega pa aretirali, vendar mu je uspelo pobegniti v Rimsko cesarstvo. Za novega vladarja je plemstvo izbralo Ardaširjevega nekoliko starejšega polbrata Šapurja II., da bi lahko pridobili večji nadzor nad imperijem. Slednje jim je uspevali do Šapurjevega 16. leta, ko je postal polnoleten.
Ardašir je bil do prihoda na iranski prestol od leta 344 do 376 vazalni kralj Adiabene. Domneva se, da je med svojim mandatom sodeloval s Šapurjem pri obrambi Sasanidskega cesarstva, ko ga je napadel rimski cesar Julijan (vladal 361–363). Ardašir je bil zadnji dokumentirani kralj Adiabene, kar pomeni, da je bilo kraljestvo po njegovem mandatu preoblikovano v provinco (šahr), ki jo je vodil pooblaščenec (marzban ali šahrab) sasanidskega šaha.  Leta 379 je Šapur II. imenoval Ardaširja za svojega naslednika pod pogojem, da odstopi, ko bo Šapur III. postal polnoleten.
Dogodki so nekaj armenskih zgodovinarjev zavedli, da so napačno zapisali, da je bil Ardašir II. sin Šapurja II.

## Vladanje
Zgleda, da se je Ardašir II. med svojim vladanjem posvečal predvsem dogajanjem v Armeniji. V Armeniji so umorili Papa, sina kralja Aršaka II., Rimljani pa so na njegovo mesto imenovali nekega Varazdata iz Arsakidske družine. Realna oblast v kraljestvu je bila v rokah  Mušega I. Mamikonijana, plemiča z armenskega dvora. Mušeg je bil osumljen kovanja zarote z rimskim cesarjem, zato ga je  Varazdat umoril.  Umor je ogorčil Muršegovega brata Manuela, da se je  Varazdatu uprl in ga s pomočjo Sasanidov odstavil. Na prestol je prišla Papakova vdova Zarmanduht, mati Aršaka III., ki je Manuela imenoval za sparapeta (vrhovni poveljnik) armenske vojske. Manuel je v zameno za usluge Irancem dovolil vzdrževanje garnizona v Armeniji.
Dogovori niso trajali dolgo. Plemič Merujan je lažno informiral Manuela, da ga namerava poveljnik iranskega garnizona aretirati. Manuel je napadel 10.000 iranskih vojakov, nameščenih v Armeniji, in jih pobil. Sam je kmalu zatem umrl in v državi se je začela zmeda. Rimski cesar Teodozij I. in Ardašir II. sta v želji za ohranitev miru na obmejnih območjih sklenila mirovni sporazum. Ardaširja je leta 383 iransko plemstvo ubilo, preden je bil sporazum podpisan.  Razlog za njegov umor je bilo Ardaširjevo nadaljevanje Šapurjeve politike omejevanja moči oblasti lačnih plemičev. Sporazum je naslednje leto podpisal njegov nečak in naslednik Šapur III. 
Ardaširja II. je preživela hčerka Zruandukst, ki se je poročila z armenskim kraljem Kozravom IV.

## Denar
Ardašir II. je na kovancih upodobljen z značiln kupolasto krono, kakršno je nosil prvi sasanidski šah Ardašir I. (vladal 224-242). Na hrbtni strani kovancev je upodobljen tradicionalni ognjeni oltar z dvema spremljevalcema ob strani. Na nekaterih kovancih je upodobljena tudi šahova glava, ki se dviga iz ognja in morda simbolizira kraljevo slavo (xwarra). Na kovancih je običajno napis "Ardašir, kralj kraljev Irana/Irancev", redkokdaj tudi "Neirana/Neirancev".

## Skalni relief
Ardašir je po zgledu na svoje prednike upodobljen na skalnrm reliefu. Za razliko od prednikov reliefa ni dal izklesati v Parsu (današnja provinca Fars), ampak v Taq-e Bostanu v provinci Medija blizu današnjega Kermanšaha. Na reliefu so upodobljene tri stoječe osebe v kraljevski opravi. Ardašir stoji na sredini. Oseba na desni, ki Ardaširju izroča diadem, je bila prvotno prepoznana kot zaratustrski vrhovni bog Ahura Mazda, kasneje pa zaradi videza njegove krone kot Šapur II.  Slednje se dobro ujema z zgodovinskim ozadjem, ker je Šapur II. imenoval Ardaširja za šaha.
Oba šaha stojita na telesu padlega sovražnika, nedvomno Rimljana, katerega krona kaže, da je cesar. Padli najverjetneje predstavlja cesarja Julijana Odpadnika, ki je leta 363 napadel Iran in bil pri sasanidski prestolnici Ktezifon ubit. Oseba na levi, za katero nekateri menijo, da je zaratustrski prerok Zaratustra, je bolj verjetno bog Mitra. Na glavi nosi krono, okrašeno z dvanajstimi sončnimi žarki, in z dvignjeno palico posvečuje investituro.

### Antični vir
- Faust iz Bizanca, History of the Armenians.

### Sodobni viri
- Canepa, Matthew. Taq-e Bostan.
- Schmitt, R. (1986). »Artaxerxes«. Encyclopaedia Iranica, Vol. II, Fasc. 6. str. 654–655.
- Pourshariati, Parvaneh (2008). Decline and Fall of the Sasanian Empire: The Sasanian-Parthian Confederacy and the Arab Conquest of Iran. London and New York: I.B. Tauris. ISBN 978-1-84511-645-3.
- Shahbazi, A. Shapur (2005). »Sasanian dynasty«. Encyclopaedia Iranica, Online Edition. Pridobljeno 30. marca 2014.
- Shahbazi, A. Shapur (1986). »Ardašīr II«. Encyclopaedia Iranica, Vol. II, Fasc. 4. str. 380–381.
- Shayegan, M. Rahim (2004). »Hormozd I«. Encyclopaedia Iranica, Vol. XII, Fasc. 5. str. 462–464.
- Al-Tabari, Abu Ja'far Muhammad ibn Jarir (1991).  Yar-Shater, Ehsan (ur.). The History of al-Ṭabarī, Volume V: The Sasanids, the Byzantines, the Lakhmids, and Yemen. Trans. Clifford Edmund Bosworth. Albany, NY: State University of New York Press. ISBN 0-7914-0493-5.
- Tafazzoli, Ahmad (1983). »Ādur Narseh«. Encyclopaedia Iranica, Vol. I, Fasc. 5. str. 477.
- Daryaee, Touraj (2009). Sasanian Persia: The Rise and Fall of an Empire. I.B.Tauris. str. 1–240. ISBN 978-0857716668.
- Shahbazi, A. Shapur (2004). »Hormozd (2)«. Encyclopaedia Iranica, Vol. XII, Fasc. 5. str. 461–462.
- Grenet, Franz (2006). »Mithra ii. iconography in Iran and Central Asia«. Encyclopaedia Iranica.
- Wiesehöfer, Joseph (1986). »Ardašīr I i. History«. Encyclopaedia Iranica, Vol. II, Fasc. 4. str. 371–376.
- Wiesehöfer, Josef. Ardashir II.
- Marciak, Michał (2017). Sophene, Gordyene, and Adiabene: Three Regna Minora of Northern Mesopotamia Between East and West. BRILL. ISBN 9789004350724.

| Ardašir II. Sasanidska dinastijaRojen: 309/310 Umrl: 383 |                                          |                       |
| Predhodnik: Šapur II.                                    | Kralj kraljev Irana in Neirana 379 – 383 | Naslednik: Šapur III. |